# マトコ・ミルイェヴィッチ
マトコ・ミハエル・ミルイェヴィッチ（クロアチア語: Matko Mihael Miljević, 2001年5月9日 - ）は、アメリカ合衆国出身のプロサッカー選手。ポジションはミッドフィールダー、フォワード。

## 経歴

### クラブ
ボカ・ジュニアーズの下部組織に短期間在籍した後、2011年にアルヘンティノス・ジュニアーズへと移った。2018-19シーズン、11月から12月にかけて、リーグ戦のティグレ戦とウラカン戦でトップチームのメンバーとしてベンチ入りしたが、出場機会はなかった。2019年4月28日、コパ・デ・ラ・スーペルリーガ2回戦のサン・ロレンソ戦1stレグで試合終了間際に交代出場し、プロデビュー。リーグ戦での初出場は2019年8月27日のウラカン戦、初先発と初ゴールは同月31日のヒムナシア戦であった。
2021年8月20日、MLSのモントリオールに3年半の契約で加入したことが発表された。
2023年9月18日、MLSはミルイェヴィッチが規約違反によりリーグに不利益を生じさせたとして、選手登録を抹消した。ケベック州のアマチュアリーグに偽名で出場し、相手選手の顔を殴ったと報じられている。
2024年2月6日、ニューウェルズ・オールドボーイズに加入した。

### 代表
アルゼンチン、アメリカ合衆国の代表資格を有している。
2017年のモンテギュー国際大会ではU-16アメリカ合衆国代表として、2018年8月のウルグアイとの親善試合にはU-20アルゼンチン代表として参加。2019年7月には、ラルクディア国際サッカートーナメントに出場し、初戦のモーリタニア戦、2戦目のスペイン戦でそれぞれ得点を挙げた。2019年8月、U-20アメリカ合衆国代表の監督を務めていたタブ・ラモスは9月に予定されていた親善試合にミルイェヴィッチを招集したが、アルヘンティノス・ジュニアーズはこれに応じなかった。2020年1月8日、再び招集を受け、今回はU-20アメリカ合衆国代表への合流が認められ、メキシコとの親善試合2試合に出場した。

## 人物
祖父がバニャ・ルカの出身であり、クロアチア、ボスニア・ヘルツェゴビナにルーツを持つ。両親はアルゼンチン人であるが、1998年から2002年にかけての経済危機の際にフロリダ州マイアミに移り住んでおり、ミルイェヴィッチはそこで生まれ、経済状況が落ち着いたころにアルゼンチンに戻っている。2018年にクロアチア国籍の申請を始めた（ヨーロッパのクラブでのプレイを目指しており、EU加盟国では有利となる）。
若い頃からテコンドーの有力選手でもあり、2014年と2015年のアルゼンチン・オープンで優勝した経験を持つ。

## 個人成績
| 国内大会個人成績 | 国内大会個人成績               | 国内大会個人成績 | 国内大会個人成績 | 国内大会個人成績 | 国内大会個人成績 | 国内大会個人成績 | 国内大会個人成績 | 国内大会個人成績   | 国内大会個人成績   | 国内大会個人成績 | 国内大会個人成績 |
| 年度             | クラブ                         | 背番号           | リーグ           | リーグ戦         | リーグ戦         | リーグ杯         | リーグ杯         | オープン杯         | オープン杯         | 期間通算         | 期間通算         |
| 年度             | クラブ                         | 背番号           | リーグ           | 出場             | 得点             | 出場             | 得点             | 出場               | 得点               | 出場             | 得点             |
| アルゼンチン     | アルゼンチン                   | アルゼンチン     | アルゼンチン     | リーグ戦         | リーグ戦         | リーグ杯         | リーグ杯         | アルヘンティーナ杯 | アルヘンティーナ杯 | 期間通算         | 期間通算         |
| ---------------- | ------------------------------ | ---------------- | ---------------- | ---------------- | ---------------- | ---------------- | ---------------- | ------------------ | ------------------ | ---------------- | ---------------- |
| 2018-19          | アルヘンティノス・ジュニアーズ | 31               | プリメーラ       | 0                | 0                | 4                | 0                | 0                  | 0                  | 4                | 0                |
| 2019-20          | アルヘンティノス・ジュニアーズ | 19               | プリメーラ       | 5                | 1                | -                | -                | 2                  | 0                  | 7                | 1                |
| カナダ           | カナダ                         | カナダ           | カナダ           | リーグ戦         | リーグ戦         | リーグ杯         | リーグ杯         | オープン杯         | オープン杯         | 期間通算         | 期間通算         |
| 2021             | モントリオール                 | 11               | MLS              | 5                | 1                | -                | -                | 2                  | 1                  | 7                | 2                |
| 2022             | モントリオール                 | 11               | MLS              | 22               | 1                | -                | -                | 2                  | 0                  | 24               | 1                |
| 2023             | モントリオール                 | 8                | MLS              | 8                | 0                | -                | -                | 2                  | 0                  | 10               | 0                |
| 通算             | アルゼンチン                   | アルゼンチン     | プリメーラ       | 5                | 1                | 4                | 0                | 2                  | 0                  | 11               | 1                |
| 通算             | カナダ                         | カナダ           | MLS              | 35               | 2                | -                | -                | 6                  | 1                  | 41               | 3                |
| 総通算           | 総通算                         | 総通算           | 総通算           | 40               | 3                | 4                | 0                | 8                  | 1                  | 52               | 4                |